# Hajen (1896)
Hajen – duński torpedowiec z końca XIX wieku, jedna z trzech zbudowanych jednostek typu Hajen. Okręt został zwodowany 10 czerwca 1896 roku w stoczni Orlogsværftet w Kopenhadze i w tym samym roku wcielono go do służby w Kongelige Danske Marine. Jednostka została skreślona z listy floty w lipcu 1928 roku.

## Projekt i budowa
Torpedowce 1. klasy typu Hajen były projektem duńskiej admiralicji, powstałym poprzez ulepszenie planów jednostek typu Nordkaperen . „Hajen” powstał w stoczni Orlogsværftet w Kopenhadze . Nieznana jest data położenia stępki, a wodowanie odbyło się 10 czerwca 1896 roku .

## Dane taktyczno–techniczne

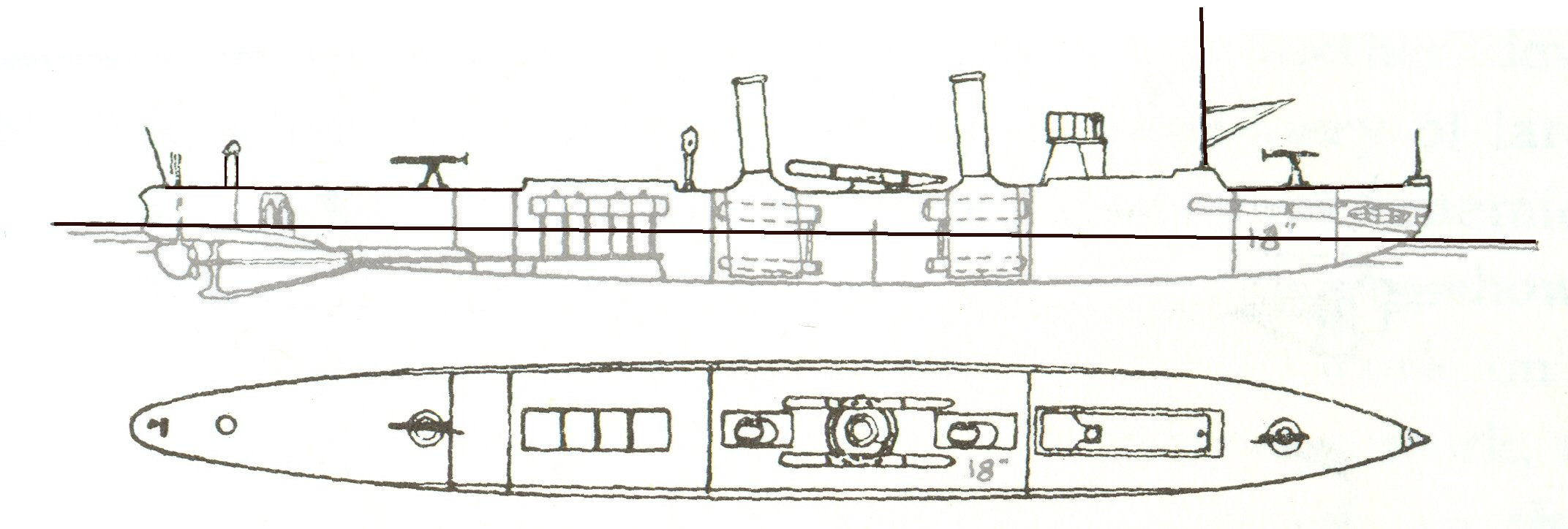
Rzut boczny siostrzanego torpedowca „Havørnen”

Okręt był torpedowcem o długości całkowitej 42,89 metra, szerokości całkowitej 4,63 metra i zanurzeniu 2,47 metra . Wyporność normalna wynosiła 139 ton, a pełna 141 ton . Okręt napędzany był przez dwie pionowe maszyny parowe potrójnego rozprężania o łącznej mocy 2000 KM, do których parę dostarczały dwa kotły typu Thornycroft . Maksymalna prędkość napędzanej dwiema śrubami jednostki wynosiła 22 węzły .
Uzbrojenie artyleryjskie jednostki składało się z pojedynczego działa kalibru 47 mm Hotchkiss M1885 L/40 i pojedynczego działka rewolwerowego kalibru 37 mm M1875 L/17 . Okręt wyposażony był w dwie dziobowe wyrzutnie torped kalibru 450 mm oraz podwójny aparat torpedowy kalibru 381 mm .
Załoga okrętu składała się z 25 oficerów, podoficerów i marynarzy .

## Służba
„Hajen” został wcielony do służby w Kongelige Danske Marine w 1896 roku . W 1920 roku oznaczenie okrętu zmieniono na T23, a w 1923 roku na A1 . Jednostka została wycofana ze służby w lipcu 1928 roku .